# Jérôme Vignon
Pour les articles homonymes, voir Vignon.
Jérôme Vignon, né le 6 septembre 1944 à Bourges, membre de la famille Vignon, est depuis 2010 président de l’Observatoire national de la pauvreté et de l'exclusion sociale et de l'Observatoire national de la précarité énergétique depuis sa création en 2011. Jusqu'en 2009, il était directeur à la Commission européenne chargé de la protection et intégration sociales. Il fut, de 2007 à 2016, président des Semaines sociales de France.

## Biographie
Il est ancien élève de l'École polytechnique, diplômé de l'ENSAE,.
Son expérience porte sur l'analyse politique et économique et la gestion des systèmes d'information, avec un intérêt particulier pour la planification géopolitique et l'aménagement du territoire. 
Il a été membre du cabinet du ministre français des finances, et a rejoint la Commission européenne en 1984.
Il a dirigé la cellule de prospective de la Commission européenne de 1989, alors que Jacques Delors présidait la Commission, à 1998.
Il a occupé en France le poste de directeur de la stratégie à la Délégation à l'aménagement du territoire et à l'action régionale (DATAR), auprès du Premier ministre français.
Il a été conseiller au secrétariat général de la Commission européenne, sur les réflexions de la commission relatives à la gouvernance européenne. Il a à ce titre dirigé l'équipe gouvernance qui a préparé le livre blanc sur la gouvernance européenne, publié le 25 juillet 2001 (voir droit communautaire).
Jérôme Vignon a été de 1974 à 1978 président du Mouvement chrétien des cadres et dirigeants (MCC). Il préside depuis leur origine en 2001 les Assises chrétiennes de la mondialisation. De 2007 à 2016, il a présidé les Semaines sociales de France, une association qui promeut les idées du christianisme social.
Jérôme Vignon a été, de 2019 à 2025, membre du Conseil d'Administration des Scouts et Guides de France.
Il a présidé l'ONPES et l'ONPE.
Il s'est associé à la Manif pour tous, pour s'opposer au mariage des couples homosexuels.

## Ouvrage

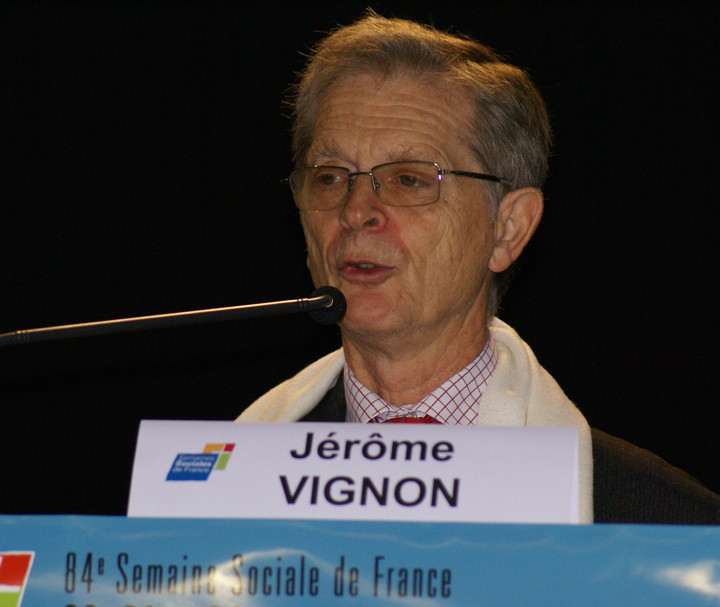
Jérôme Vignon lors de la session des Semaines sociales de France à Villepinte, le 20 novembre 2009.

- avec Michel Camdessus, Luc Champagne,  et François Villeroy de Galhau, Chrétiens face à la crise, Paris, Bayard, 2009, 78 p. (ISBN 978-2-227-47883-1)